# 328 (číslo)
Tři sta dvacet osm je přirozené číslo, které následuje po čísle tři sta dvacet sedm a předchází číslu tři sta dvacet devět. Římskými číslicemi se zapisuje CCCXXVIII a řeckými číslicemi τκη.

## Matematika
328 je:
- Deficientní číslo
- Nešťastné číslo
- Nepříznivé číslo
- Součet prvních patnácti prvočísel

## Astronomie
- (328) Gudrun je planetka hlavního pásu, kterou objevil v roce 1892 Max Wolf

## Doprava
- Silnice II/328 je česká silnice II. třídy vedoucí na trase Kolín – Dlouhopolsko – Městec Králové – Chroustov – Slavhostice – Jičíněves[1][2][3][4][5][6]

## Roky
- 328
- 328 př. n. l.